# Slater Martin
Slater Nelson "Dugie" Martin, Jr. (El Mina, Texas, 22 de octubre de 1925-Houston, Texas, 18 de octubre de 2012) fue un jugador y entrenador de baloncesto estadounidense que jugó durante once temporadas en la NBA. Con 1,70 metros de altura, jugaba en la posición de base.

## Trayectoria deportiva

### Universidad
Jugó durante cuatro temporadas con los Longhorns de la Universidad de Texas. Comenzó en 1943, pero tuvo que servir a su país en la Segunda Guerra Mundial en la Armada de los Estados Unidos, regresando en 1947. En su temporada sénior promedió 16 puntos por partido, siendo elegido All-American. En el total de su carrera promedió 12,7 puntos por partido. En 1947 llevó su equipo a la Final Four de la NCAA, donde cayeron en semifinales.

### Profesional
No entró en ningún draft, pero se incorporó a la disciplina de Minneapolis Lakers en la 1949, donde destacó por su velocidad y por su habilidad defensiva. Fue considerado el mejor base de la época, y el primero en correr el contraataque. Jugó durante siete temporadas y media en los Lakers, compartiendo equipo con gente como George Mikan, Jim Pollard o Vern Mikkelsen, con los que ganó 4 títulos de la NBA.
Mediada la temporada 1956-57 fue traspasado a St. Louis Hawks a cambio de Walt Dukes, un jugador de 2,13 metros de altura, pero que sin embargo aportó muy poco al juego de los Lakers. Allí donde acabó su carrera profesional, jugando durante 3 años y medio y ganando su quinto anillo de campeón en 1958, colaborando con 12,0 puntos y 3,8 rebotes por partido. Se retiró en 1960, promediando en sus 11 temporadas 9,9 puntos, 4,2 asistencias y 3,4 rebotes por encuentro.
En 1982 fue incluido en el Basketball Hall of Fame, siendo el único Longhorn en conseguirlo.

### Entrenador
Durante 8 partidos fue jugador-entrenador de los St. Louis Hawks en la temporada 1956-57. 10 años más tarde ejerció como entrenador del equipo de la ABA Houston Mavericks durante temporada y media, clasificando al equipo para los play-offs en su primer año, donde perdieron 3-0 en primera ronda.

## Estadísticas de su carrera en la NBA
|  | Denota temporada en la que fueron campeones de la NBA |

### Temporada regular
| Año     | Equipo      | PJ  | MPP  | %TC  | %TL  | RPP | APP | PPP  |
| ------- | ----------- | --- | ---- | ---- | ---- | --- | --- | ---- |
| 1949–50 | Minneapolis | 67  | –    | .351 | .634 | –   | 2.2 | 4.0  |
| 1950–51 | Minneapolis | 68  | –    | .362 | .684 | 3.6 | 3.5 | 8.5  |
| 1951–52 | Minneapolis | 66  | 37.6 | .375 | .747 | 3.5 | 3.8 | 9.3  |
| 1952–53 | Minneapolis | 70  | 36.5 | .410 | .780 | 2.7 | 3.6 | 10.6 |
| 1953–54 | Minneapolis | 69  | 35.8 | .388 | .724 | 2.4 | 2.9 | 9.9  |
| 1954–55 | Minneapolis | 72  | 38.7 | .381 | .769 | 3.6 | 5.9 | 13.6 |
| 1955–56 | Minneapolis | 72  | 39.4 | .358 | .833 | 3.6 | 6.2 | 13.2 |
| 1956–57 | New York    | 13  | 32.8 | .344 | .830 | 3.2 | 3.0 | 8.5  |
| 1956–57 | St. Louis   | 53  | 37.3 | .330 | .782 | 4.6 | 4.3 | 11.5 |
| 1957–58 | St. Louis   | 60  | 35.0 | .336 | .746 | 3.8 | 3.6 | 12.0 |
| 1958–59 | St. Louis   | 71  | 35.3 | .347 | .776 | 3.6 | 4.7 | 9.7  |
| 1959–60 | St. Louis   | 64  | 27.4 | .371 | .726 | 2.9 | 5.2 | 6.2  |
| Total   | Total       | 745 | 35.9 | .364 | .762 | 3.4 | 4.2 | 9.8  |

### Playoffs
| Año   | Equipo      | PJ | MPP  | %TC  | %TL  | RPP | APP | PPP  |
| ----- | ----------- | -- | ---- | ---- | ---- | --- | --- | ---- |
| 1950  | Minneapolis | 12 | –    | .420 | .583 | –   | 2.1 | 4.7  |
| 1951  | Minneapolis | 7  | –    | .353 | .519 | 6.0 | 3.6 | 7.1  |
| 1952  | Minneapolis | 13 | 40.2 | .345 | .732 | 2.8 | 4.3 | 9.0  |
| 1953  | Minneapolis | 12 | 37.8 | .398 | .765 | 2.6 | 3.6 | 10.1 |
| 1954  | Minneapolis | 13 | 41.0 | .330 | .743 | 2.2 | 4.6 | 9.7  |
| 1955  | Minneapolis | 7  | 45.0 | .298 | .816 | 4.0 | 4.4 | 13.7 |
| 1956  | Minneapolis | 3  | 40.3 | .459 | .833 | 2.3 | 5.0 | 18.0 |
| 1957  | St. Louis   | 10 | 43.9 | .355 | .757 | 4.2 | 4.9 | 16.6 |
| 1958  | St. Louis   | 11 | 37.8 | .321 | .619 | 4.4 | 3.6 | 11.5 |
| 1959  | St. Louis   | 1  | 18.0 | .800 | –    | 3.0 | 2.0 | 8.0  |
| 1960  | St. Louis   | 3  | 19.3 | .077 | .250 | 1.0 | 2.7 | 1.0  |
| Total | Total       | 92 | 39.4 | .351 | .715 | 3.4 | 3.8 | 10.0 |